# 히로덴이쓰카이치역
히로덴이쓰카이치역(일본어: 広電五日市駅)은 일본 히로시마현 히로시마시 사에키구에 위치한 히로시마 전철 미야지마 선의 철도역이다. 역 번호는 M 28이며, 상대식 승강장 2면 2선의 구조를 갖춘 지상역이다.

## 이용 현황
| 연도 | 1일 평균 승차 인원 | 1일 승차수 | 1일 정기 | 1일 정기 외 |
| ---- | ------------------ | ---------- | -------- | ----------- |
| 1998 | 4,076.7            | 1,488,000  | 483,000  | 1,005,000   |
| 1999 | 4,183.1            | 1,531,000  | 436,000  | 1,095,000   |
| 2000 | 3,978.1            | 1,452,000  | 403,000  | 1,049,000   |
| 2001 | 3,841.1            | 1,402,000  | 387,000  | 1,015,000   |
| 2002 | 3,926.0            | 1,443,000  | 371,000  | 1,062,000   |
| 2003 | 3,855.2            | 1,411,000  | 347,000  | 1,064,000   |
| 2004 | 3,975.3            | 1,451,000  | 331,000  | 1,120,000   |
| 2005 | 3,660.3            | 1,336,000  | 331,000  | 1,005,000   |
| 2006 | 3,693.2            | 1,348,000  | 331,000  | 1,017,000   |
| 2007 | 3,715.1            | 1,360,000  | 343,000  | 1,017,000   |
| 2008 | 3,769.8            | 1,376,000  | 370,000  | 1,006,000   |
| 2009 | 3,654.8            | 1,334,000  | 374,000  | 960,000     |
| 2010 | 3,780.8            | 1,380,000  | 384,000  | 996,000     |
| 2011 | 3,718.6            | 1,361,000  | 371,000  | 990,000     |
| 2012 | 3,793.3            | 1,386,000  | 374,000  | 1,012,000   |
| 2013 | 3,827.4            | 1,397,000  | 386,000  | 1,011,000   |
| 2014 | 3,813.7            | 1,392,000  | 391,000  | 1,001,000   |
| 2015 | 3,919.9            | 1,435,000  | 414,000  | 1,021,000   |
| 2016 | 4,000.0            | 1,460,000  | 413,000  | 1,047,000   |

## 역 주변
- 후타바 도서 이쓰카이치후쿠야 점
- 히로시마 나기사 중 · 고등학교

## 역사
- 1924년 4월 6일 : 미야지마 선의 구사쓰마치 - 하쓰카이치마치 간 개통에 맞춰, 이쓰카이치초역으로서 개업. 역사 설치.
- 1931년 2월 1일 : 덴샤이쓰카이치역으로 개칭.
- 1961년 6월 1일 : 히로덴이쓰카이치역으로 개칭.
- 1987년 3월 27일 : 이쓰카이치 역의 위치에 맞춰서 동쪽으로 250m 이전. 역사 철거.
- 2003년 4월 20일 : 다이어 개정에 의해, 당 역 환승 열차 폐지.
- 2004년 4월 : 정기권 창구에서의 상비권 취급을 종료.
- 2005년 8월 29일 : 이 날 이후, 오전 출근 시간대의 히로덴니시히로시마 방면 승강장 · 오후 퇴근 시간대의 히로덴미야지마구치 방면 승강장에서 역무원을 배치.

## 인접 역
| 히로시마 전철 미야지마 선                               | 히로시마 전철 미야지마 선 | 히로시마 전철 미야지마 선                       |
| ------------------------------------------------------- | ------------------------- | ----------------------------------------------- |
| M 27 슈다이후조쿠스즈가미네마에 히로덴니시히로시마 방면 | ■ 미야지마 선             | 사에키쿠야쿠쇼마에 M 29 히로덴미야지마구치 방면 |